# آموزش جنسی (مجموعه تلویزیونی)
آموزش جنسی (انگلیسی: Sex Education) مجموعهٔ تلویزیونی درام کمدی جنسی بریتانیایی است که به‌وسیلهٔ لاری نان برای نتفلیکس ساخته شده‌است. این مجموعه به زندگی دانش‌آموزان، کارکنان و والدین مدرسهٔ متوسطه‌ای می‌پردازد که با معضلات شخصی مختلفی (اغلب مربوط به رابطهٔ جنسی) دست و پنجه نرم می‌کنند. گروه گسترده‌ای از بازیگران در این مجموعه حضور دارند که شامل ایسا باترفیلد، جیلین اندرسون، شوتی گتوا، اما مکی، کانر سوییندلز، کیدر ویلیامز-استیرلینگ، الیستر پیتری، میمی کین و ایمی لو وود می‌شوند.
فصل نخست در ۱۱ ژانویهٔ ۲۰۱۹، فصل دوم در ۱۷ ژانویهٔ ۲۰۲۰ و فصل سوم در ۱۷ سپتامبر ۲۰۲۱ پخش شد. چهارمین و آخرین فصل در ۲۵ سپتامبر ۲۰۲۱ اعلام شد که در ۲۱ سپتامبر ۲۰۲۳ به نمایش درآمد.
آموزش جنسی بابت گروه بازیگران، نویسندگی، کارگردانی، عوامل فنی و طرز برخورد بالغانه با مضامینش مورد تحسین منتقدان قرار گرفت. این مجموعه از لحاظ شمار بیننده موفق بود و فصل نخست را بیش از ۴۰ میلیون نفر تماشا کردند. ایمی لو وود برای بازی در فصل دوم و سوم، برندهٔ جایزهٔ تلویزیونی بفتای بهترین اجرای کمدی شد. خود مجموعه نیز در جوایز بین‌المللی امی برندهٔ جایزهٔ بهترین مجموعهٔ کمدی شد.

## بازیگران و شخصیت‌ها
- ایسا باترفیلد در نقش اتیس میلبورن، نوجوانی که با شغل مادرش و دخالت‌های او در زندگی شخصی و جنسی خود همواره در مبارزه است. او به میوی علاقه‌مند است.
- جیلین اندرسون در نقش پزشک جین میلبورن، یک روان‌شناس مشهور، درمانگر جنسی و مادر اوتیس است. او طلاق گرفته و مرتباً هم‌خوابگی یک‌شبه دارد اما اظهار می‌کند که به دنبال یک رابطه عاشقانه نیست.
- اما مکی در نقش میوی وایلی، دختری اجتماعی و شر است که با اوتیس دوست می‌شود و کلینیک درمانی جنسی را با او اداره می‌کند.
- نکوتی گاتوا در نقش اریک افیونگ، صمیمی‌ترین دوست اوتیس که فردی همجنسگرا است و با خانواده ای مذهبی اهل غنا-نیجریه زندگی می‌کند.
- کانر سوییندلز در نقش آدام گروف، پسر مدیر مدرسه که رابطه پرتنشی با پدرش دارد. او متوجه می‌شود که دوجنسگرا است و به اریک علاقه‌مند می‌شود.
- کیدر ویلیامز استیرلینگ در نقش جکسون مارکتی، قهرمان شنای مدرسه است. او با میوی رابطه جنسی دارد و به او علاقه‌مند هم است.
- ایمی لو وود در نقش امی گیبز، یک دختر محبوب در مدرسه که زیاد رابطه برقرار می‌کند، او از خانواده ای ثروتمند است و خانه او اغلب برای مهمانی استفاده می‌شود.
- پاتریشا السین در نقش اولا نیمان، دختر جیکوب و علاقه‌مند به اوتیس که در فصل دوم متوجه می‌شود دوجنسگرا است و با لیلی وارد رابطه می‌شود.
- الیستر پیتری در نقش مایکل گروف، مدیر مدرسه و پدر سختگیر آدام گروف است.
- میمی کین در نقش روبی متیو، یک دختر محبوب در مدرسه که در فصل سوم با اوتیس رابطه جنسی پنهانی دارد و به او علاقه‌مند است.
- جمیما کرکی در نقش هوپ، که در فصل سوم جایگزین مایکل گروف در مدرسه موردیل می‌شود. او مخالف مدرسه سکس است.
- تانیا رینالدز در نقش لیلی ایگلهارت، دختری که اروتیکا بیگانه می‌نویسد، و مصمم است که بکارت خود را در اسرع وقت از دست بدهد. او در فصل دوم با اولا وارد رابطه می‌شود.
- سیمون اشلی در نقش اولیویا هانان، یک دختر محبوب در مدرسه و دوست صمیمی روبی است.

## خلاصه داستان
فصل اول: اوتیس میلبورن نوجوانی است که رفتاری متزلزل دارد. او در مورد مسائل جنسی احساساتی متضاد دارد. او حتی با خود ارضایی هم مشکل دارد. این در حالی است که مادر او، در زمینه مسائل جنسی به زوج‌ها مشاوره می‌دهد. بعد از اتفاقاتی، اوتیس با میو (یکی از دانش آموزان مدرسه) آشنا می‌شود و به اوتیس پیشنهاد می‌دهد یک کلینیک جنسی زیرزمینی (به خاطر استعدادهای اوتیس در مشاوره مسائل جنسی) راه بیاندازند.
فصل دوم: اوتیس اکنون با اولا وارد رابطه شده‌است و با فشارهای رابطه عاشقانه آشنا شده اما او باید بین میو و اولا یکی را انتخاب کند. در مجموع در این فصل بیشتر با تفاوت‌های نصیحت‌های افراد در حوزه رابطه و حقایق واقعی روابط آشنا خواهیم شد.
فصل سوم: اوتیس با روبی متیو روابطی پنهان دارد. با گذشت زمان به دلیل زیاد شدن علاقه اشان به هم رابطه شان را آشکار می‌کنند اما بعد از مدتی جدا می‌شوند. اوتیس و میو در سفر به هم ابراز علاقه می‌کنند ولی میو به دلیل مسابقات مجبور می‌شود او را ترک کند و به آمریکا سفر کند.
فصل چهارم: میو در آمریکا توسط استاد خود دلشکسته شده و برمیگردد و با اوتیس رابطه خود را از سر میگیرد.پس از مدتی مادر خود را از دست می‌دهد و به کمک مادر اوتیس به این نتیجه میرسد که با یکبار شکست نباید جا زد بنابراین تصمیم به نویسنده شدن خود را دوباره میگیرد و بار دیگر قصد رفتن به آمریکا می‌کند.بعد از مدتها بالاخره اوتیس میتواند با مشکل عدم داشتن رابطه جنسی خود کنار بیاید و بعد از رابطه‌ی جنسی اوتیس و میو باهم خداحافظی میکنند.میو در یادداشتی که برای اوتیس می‌گذارد به اون می‌گوید اینکه نمیتونیم باهم باشیم هرچقدرم دردناک باشه ولی تو در قلبم رو باز کردی و نمیخوام دوباره ببندمش،هر جا که برم قسمتی از تو رو باخودم میبرم :(

## بازخورد

### منتقدان
| فصل | راتن تومیتوز | متاکریتیک   |
| --- | ------------ | ----------- |
| 1   | ۹۱٪ (۸۰ نقد) | ۷۹ (۱۹ نقد) |
| 2   | ۹۸٪ (۵۷ نقد) | ۸۳ (۱۱ نقد) |
| 3   | ۹۸٪ (۴۲ نقد) | ۸۳ (۱۱ نقد) |
| 4   | ۸۹٪ (۲۸ نقد) | ۶۷ (۱۱ نقد) |